# Goniopleura
Goniopleura is een geslacht van kevers uit de familie bladkevers (Chrysomelidae).
De wetenschappelijke naam van het geslacht werd in 1832 gepubliceerd door John Obadiah Westwood.

## Soorten
- Goniopleura nigriventris Medvedev, 1998